# Eduardo Ravelo
Eduardo „Tablas“ Ravelo (* 13. Oktober 1968) ist ein mexikanischer Anführer der Barrio-Azteca-Bande. Er wird wegen mehrerer Vorwürfe in Bezug auf Drogenhandel und organisiertes Verbrechen gesucht. Am 20. Oktober 2009 wurde er vom FBI als die 493. Person auf die Liste der zehn meistgesuchten Flüchtigen gesetzt.

## Leben
Eduardo Ravelo ist Oberhaupt einer vor allem in El Paso und Ciudad Juárez aktiven Gang. Die Gang ist auf der amerikanischen Seite der Grenze als Barrio Aztecas und in Mexiko als Aztecas bekannt und umfasst nach Schätzungen mindestens 2.000 Mitglieder.
Ravelo wurde am 21. Juni 2018 bei einer Razzia von mexikanischem Militär und der Bundespolizei in einem Haus in Uruapan, Michoacan festgenommen, sagten die Behörden.